# (5980) 1993 FP2
(5980) 1993 FP2 (1993 FP2, 1930 UJ1, 1974 SY1, 1991 XN2) — астероїд головного поясу, відкритий 26 березня 1993 року.
Тіссеранів параметр щодо Юпітера — 3,608.